# Relaciones Estados Unidos-Nepal
Las relaciones Estados Unidos-Nepal son las relaciones diplomáticas entre Estados Unidos y Nepal. De acuerdo con el Informe de liderazgo global de EE. UU. de 2012, el 41% de nepalíes aprueba el liderazgo de EE. UU., con un 12% de desaprobación y un 47% de incertidumbre. A partir de 2012, los estudiantes nepaleses forman el 11° grupo más grande de estudiantes internacionales que estudian en los Estados Unidos, lo que representa el 1,3% de todos los extranjeros que cursan estudios superiores en los Estados Unidos.

## Historia
Estados Unidos estableció relaciones oficiales con Nepal en 1947 y abrió su embajada en Katmandú en 1959. Las relaciones entre los dos países siempre han sido amistosas. Los objetivos de las políticas de los Estados Unidos hacia Nepal se centran en ayudar a Nepal a construir una sociedad pacífica, próspera y democrática.
Desde 1951, los Estados Unidos han proporcionado más de $ 791 millones en asistencia económica bilateral a Nepal. En los últimos años, la asistencia económica bilateral anual de los Estados Unidos a través del Agencia de los Estados Unidos para el Desarrollo Internacional (USAID) ha promediado los $ 40 millones. USAID apoya la agricultura, la salud, la planificación familiar, la protección ambiental, la democratización, la gobernabilidad y los esfuerzos de desarrollo hidroeléctrico en Nepal. USAID también había apoyado el proceso de paz de Nepal, así como su preparación para las elecciones de la Asamblea Constituyente. Los Estados Unidos también contribuyen a instituciones internacionales y organizaciones voluntarias privadas que trabajan en Nepal. Hasta la fecha, las contribuciones de los Estados Unidos a organizaciones multilaterales que trabajan en Nepal se acercan a $ 725 millones adicionales, incluida la asistencia humanitaria. El Cuerpo de Paz suspendió temporalmente sus operaciones en Nepal en 2004 debido al aumento de las preocupaciones de seguridad, y finalizó oficialmente su programa de Nepal en 2006.
La embajadora Alaina B. Teplitz fue nombrada en Nepal el 5 de agosto de 2015. Ella reemplaza a Peter W. Bodde, que ahora es embajadora de los Estados Unidos en Libia.

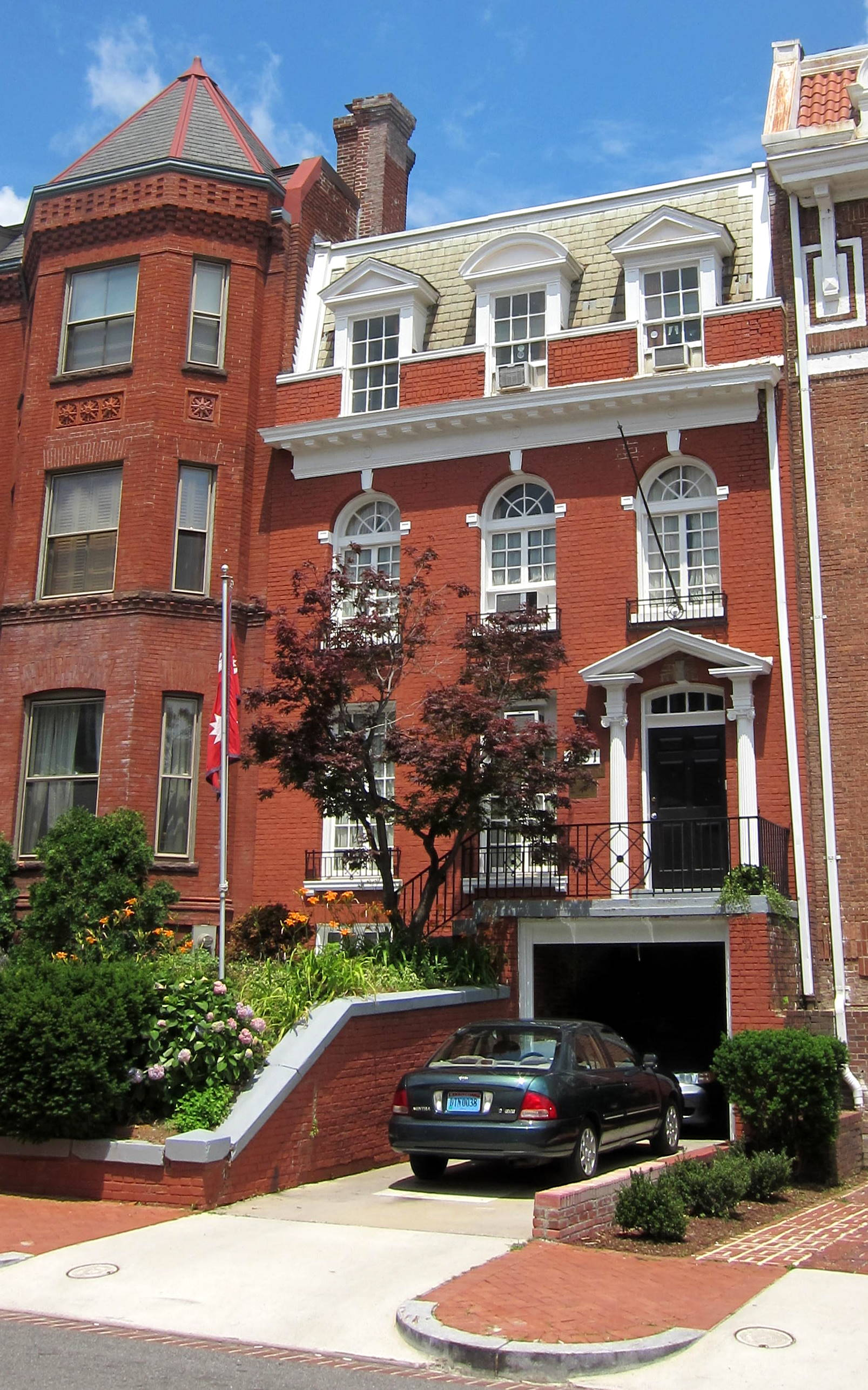
Embajada de Nepal en Washington D. C.

Los principales funcionarios de los Estados Unidos incluyen:
- Embajador - Alaina B. Teplitz
- Jefe de Misión Adjunto - Patricia A. Mahoney
- Consejero para Asuntos de Gestión - Katelyn M. Choe
- Director de USAID - David Atteberry
- Jefe político y económico - Michael B. Goldman
- Jefe consular - Patrick McNeil
- Oficial de Asuntos Públicos - Susan Parker-Burns
- Oficial de Seguridad Regional - Karen A. Lass
- Oficial Regional de Medio Ambiente - Tracy A. Hall
- Jefe político / militar - Kevin Costanzi
- Agregado de Defensa - COL Gregory Winston
- Oficina de Cooperación para la Defensa - MAJ Dawood A. Luqman